# Wilhelm Trüstedt
Wilhelm Trüstedt (* 8. Juni 1908 in Berent; † 10. Dezember 1995) war ein deutscher Jurist und vor dem Eintritt in den Ruhestand Senatspräsident (Vorsitzender Richter) am Bundesgerichtshof.

## Leben
Nach anfänglicher Tätigkeit in der ordentlichen Justiz trat Trüstedt im Jahr 1950 in das in der Nachfolge des Reichspatentamts in München neu eröffnete Deutsche Patentamt ein. Mit der Errichtung des Bundespatentgerichts im Jahr 1961 wechselte er an dieses, wo ihm der Vorsitz des juristischen Beschwerdesenats übertragen wurde. 1968 wurde er an den Bundesgerichtshof berufen. Dort wurde er dem Patentsenat zugewiesen, dessen Vorsitz er übernahm, nachdem sein Vorgänger, Karl Spreng, am 30. Juni 1972 in den Ruhestand getreten war. In dieser Zeit arbeitete er an dem von Eduard Reimer begründeten Kommentar zum Patentgesetz maßgeblich mit. Aus Trüstedts Feder stammen auch eine Reihe von Beiträgen in Fachzeitschriften. Den Vorsitz im X. Zivilsenat hatte er inne, bis er am 30. Juni 1976 selbst in den Ruhestand trat.

## Veröffentlichungen
- Patente und ihre Anmeldung. Heymanns, 1957.
- Gebrauchsmuster und ihre Anmeldung. Heymanns, 1957.
- Warenzeichen-Tabelle. Lampl, 1954 ff.